# Okręg wyborczy East Surrey
Okręg wyborczy East Surrey powstał w 1832 r. i wysyłał do brytyjskiej Izby Gmin dwóch deputowanych. Okręg zlikwidowano w 1885 r., ale przywrócono go ponownie w 1918 r., jako okręg jednomandatowy. Okręg obejmuje dystrykt Tandridge i miasto Horley we wschodniej części hrabstwa Surrey.

## Deputowani do brytyjskiej Izby Gmin z okręgu East Surrey

### Deputowani w latach 1832–1885
- 1832–1835: John Briscoe
- 1832–1837: Aubrey William Beauclerk
- 1835–1841: Richard Alsager
- 1837–1847: Henry Kemble
- 1841–1847: Edmund Antrobus
- 1847–1874: Peter John Locke King
- 1847–1865: Thomas Alcock
- 1865–1871: Charles Buxton
- 1871–1885: James Watney Młodszy, Partia Konserwatywna
- 1874–1885: William Grantham

### Deputowani po 1918 r.
- 1918–1922: Stuart Coats(inne języki), Partia Konserwatywna
- 1922–1935: James Galbraith(inne języki), Partia Konserwatywna
- 1935–1945: Charles Emmott(inne języki), Partia Konserwatywna
- 1945–1951: Michael Astor(inne języki), Partia Konserwatywna
- 1951–1970: Charles Doughty(inne języki), Partia Konserwatywna
- 1970–1974: William Clark(inne języki), Partia Konserwatywna
- 1974–1992: Geoffrey Howe, Partia Konserwatywna
- 1992–2010: Peter Ainsworth(inne języki), Partia Konserwatywna
- 2010–2019: Sam Gyimah(inne języki), Partia Konserwatywna; od 14 września 2019 Liberalni Demokraci
- 2019– : Claire Coutinho, Partia Konserwatywna

## Źródła
- East Surrey (2010–2024)
- East Surrey (2024–)